# رینوک
رینوک (به لاتین: Rynok) یک منطقهٔ مسکونی در روسیه است که در استان آستراخان واقع شده‌است.